# Důmyslné umění, jak mít všechno u pr**le
Důmyslné umění, jak mít všechno u pr**le: neintuitivní přístup k lepšímu životu (anglicky The Subtle Art of Not Giving a F*ck: A Counterintuitive Approach to Living a Good Life) je kniha amerického blogera a spisovatele Marka Mansona z roku 2016. Do češtiny byla přeložena Janem Kučerou a vydana v roce 2017 nakladatelstvím Dobrovský. Autor v knize ukazuje, že klíčem ke štěstí může být přestat se za každou cenu snažit být pozitivní a místo toho se snažit lépe strávit nepřízeň osudu.

## Obsah
Manson si myslí, že zlepšení našich životů netkví ve snaze přeměnit citrony na slaďoučkou limonádu. Mnohem efektivnější je pochopit, že citrony prostě byly, jsou a budou kyselé. Manson radí, abychom se snažili svá omezení a chyby pochopit a přijmout je. To je, jak sám tvrdí, pravým zdrojem naší síly. Jakmile přijmeme náš strach, pochyby a nejistoty, jakmile od nich přestaneme utíkat a vyhýbat se jim a začneme jim čelit – objevíme kuráž a jistotu, po které tak zoufale toužíme.
Manson nám radí, abychom poznali svá omezení a přijali je. Jakmile přijmeme své obavy, chyby a nejistoty, jakmile přestaneme utíkat a vyhýbat se a začneme se konfrontovat s bolestnými pravdami, můžeme začít nacházet odvahu, vytrvalost, upřímnost, odpovědnost, zvědavost a odpuštění, které hledáme.
Kapitoly knihy mají následující názvy:
1. Nesnažte se
2. Štěstí je problém
3. Nejste výjimeční
4. Hodnota utrpění
5. Vždy si vybírejte
6. Pletete se úplně všem (ale to já taky)
7. Selhání je cesta vpřed
8. Je důležité říkat ne
9. ... A potom zemřete

## Shrnutí
Kniha Důmyslné umění, jak mít všechno u pr**le tvrdí, že by se člověk měl snažit najít smysl života prostřednictvím toho, co považuje za důležité, a věnovat se pouze hodnotám, které může ovlivnit. Hodnoty (jako například popularita), které člověk nemá pod kontrolou, jsou podle knihy "špatné hodnoty". Kromě toho by se jedinci měli snažit nahradit tyto nekontrolovatelné hodnoty věcmi, které mají možnost změnit, jako je dochvilnost, poctivost nebo laskavost. Kniha se vyhýbá  pozitivní psychologii a místo toho čtenáři nabízí stoický přístup, jak žít život, který nemusí být vždy šťastný, ale smysluplný a zaměřený pouze na to, co je pro vás důležité. Smysl lze podle Mansona nalézt, když se člověk snaží vytvářet radost v přítomném okamžiku pro sebe a své okolí, na rozdíl od toho, aby se staral o vytvoření díla jako odkazu.

## Ohlasy
V Česku se kniha Důmyslné umění, jak mít všechno u pr**le držela jako číslo jedna mezi knihami o osobním růstu víc než 5 týdnů a měsíce se držela mezi Top 10 nejprodávanějšími knihami vůbec. 

## Citace
„Tohle je obdivuhodné. Přemožení nepřízně, ochota být jiný, vyvrhel, štvanec, vše pro zachování vlastních hodnot. Ochota zírat selhání tváří v tvář a ukázat jí prostředníček. Lidi, co mají u pr**le nepřízeň nebo selhání či ztrapnění se nebo pos**ní pár situací v životě. Lidi, co se jen smějí a potom stejně udělají, v co věří. Protože vědí, že je to správné. Vědí, že jsou důležitější věci než oni sami, jejich pocity a vlastní hrdost a ego. Říkají “sr*t na to” - ne na všechno v životě, ale na všechno nedůležité v životě. Schovávají si, o co se budou zajímat a řešit pro to, co je opravdu důležité. Přátelé. Rodina. Účel. Pizza. A občasná žaloba u soudu nebo dvě.“